# اچ‌ام‌اس اکلیپس (اچ۰۸)
اچ‌ام‌اس اکلیپس (اچ۰۸) (به انگلیسی: HMS Eclipse (H08)) یک کشتی بود که طول آن ۳۲۹ فوت (۱۰۰ متر) بود. این کشتی در سال ۱۹۳۴ ساخته شد.